# Astyanax brachypterygium
Astyanax brachypterygium és una espècie de peix d'aigua dolça de la família dels caràcids i de l'ordre dels caraciformes. Va ser descrit pels ictiòlegs brasilers Vinicius Bertaco i Luiz R Malabarba el 2001.

## Morfologia
- Els adults poden assolir 6,3 cm de llargària total.
- Nombre de vèrtebres: 34-36.[2]

## Hàbitat
Viu a les conques superiors dels rius Uruguai i Jacuí al Brasil a Sud-amèrica.